# Welcome to the Dollhouse
Welcolme to the Dollhouse é o segundo e último álbum de estúdio do grupo americano Danity Kane, lançado pela Bad Boy e Atlantic Records em 18 de Março de 2008 nos Estados Unidos e 25 de março de 2008 no Canadá. Danity Kane gravou o álbum em menos de cinco semanas, enquanto filmava a segunda temporada de Making the Band 4 com seus colegas Day26 e Donnie Klang primeiro em Nova York, e depois em Miami, Flórida. Tornou-se o segundo álbum consecutivo do grupo a estrear em # 1 na Billboard 200. O álbum foi o último álbum lançado antes da separação do grupo no início de 2009, e foi seu álbum final lançado com a integrante D. Woods, que não voltou ao grupo em sua reunião de 2013, e Aundrea Fimbres, que anunciou que estava deixando o grupo em 16 de maio de 2014 para dedicar-se a família.

## Produção
Para este álbum, todas as garotas haviam escrito e/ ou produzido alguma música, que elas achavam que era adequado para seu segundo trabalho. Como mencionado em entrevistas, Danity Kane afirmou que elas vieram com o nome do álbum, quando todas elas trouxeram o suas próprias composições para o estúdio para ver quais faixas entrariam no álbum. Elas também expressaram, que se sentia como se estivessem em uma caixa de música, daí a ídeia do nome, "Bem-vindo à Dollhouse". Cada uma das integrantes, teve a chance de co-escrever uma parte das faixas que estão no álbum.

## Desempenho comercial
"Welcome to the Dollhouse" estreou no topo da Billboard 200, com vendas de 236.000 cópias na primeira semana, tornando-a o segundo álbum consecutivo do grupo número 1. Danity Kane é o primeiro girl group na história da Billboard a ter os seu primeiro e segundo álbum estreando nas paradas principais em #1. Menos de um mês depois de seu lançamento, "Welcome to the Dollhouse" foi certificado ouro pela RIAA em 22 de abril de 2008. Em 28 de setembro de 2008, o álbum tinha vendido mais de 546.790 cópias nos EUA. O lançamento semanal do Top 200 Albums, conhecido como Billboard 200, foi o maior ganho de vendas do álbum para a revista de 11 de outubro de 2008. "Welcome to the Dollhouse" Desembarcou em #75 no final do ano da Billboard 200. O grupo pretendia abrir para Janet Jackson na Rock Witchu Tour como promoção do álbum, mas teve que cancelar, devido a conflitos com a gravadora.

## Singles
O título do álbum foi escolhido através de uma pesquisa entre fãs on-line. O  primeiro single, Damaged estreou em janeiro de 2008, Danity Kane tinha postado um boletim em sua respectiva página no MySpace, expressando que elas estavam dando aos seus fãs a chance de escolher seu mais novo single. Os fãs receberam duas escolhas, "Damaged" e "Pretty Boy". Das duas escolhas, "Damaged" dominou a pesquisa por uma grande maioria, e assim, tornou-se o single principal de Welcome to the Dollhouse. O single "Damaged" estreou na Billboard Hot 100 na posição 64, e na sua segunda semana subiu para o #27.
Erik White dirigiu e Gil Duldulao coreografou o videoclipe de "Bad Girl". O vídeo apresentou cameo de Missy Elliott e Qwanell Mosley de sua faixa Bad Boy Records Day26, e Talan Torriero do reality show da MTV Laguna Beach: The Real Orange County. O conceito do vídeo é um romance gráfico e permanece fiel à linha na canção "Quando a luz vermelha acende, eu transformo" à medida que cada integrante se transforma em um alter ego delas depois de um "flash De luz vermelha". Este é seu último single como um grupo antes de sua separação do início de 2009, e o último single a ser lançado com as integrantes agora-ex-D. Woods e Aundrea Fimbres, atingindo o pico de número #85 no Billboard Pop Songs.

## Faixas
1. "Welcome To The Dollhouse" (ft. P. Diddy)
2. "Bad Girl" (ft. Missy Elliot)
3. "Damaged"
4. "Pretty Boy"
5. "Strip Tease"
6. "Sucka For Love"
7. "Secret Place" (Interlude)
8. "Ecstasy" (ft. Rick Ross)
9. "2 Of You"
10. "Lights Out"
11. "Picture This" (Interlude)
12. "Poetry"
13. "Key To My Heart"
14. "Flashback" (Interlude)
15. "Is Anybody Listening"
16. "Ain't Going"
17. "Make Me Sick" (faixa bônus)

## Charts
| Chart                                 | Melhor posição |
| ------------------------------------- | -------------- |
| US Billboard 200                      | 1              |
| US Top R&B/Hip-Hop Albums (Billboard) | 1              |